# Pinheyschna subpupillata
Pinheyschna subpupillata is een echte libel uit de familie van de glazenmakers (Aeshnidae).
De soort staat op de Rode Lijst van de IUCN als niet bedreigd, beoordelingsjaar 2007.
De wetenschappelijke naam van de soort werd in 1896 als Aeshna subpupillata gepubliceerd door Robert McLachlan.